# Gran Premio Miguel Induráin 2016
El XVIII Gran Premio Miguel Induráin (IL Trofeo Comunidad Foral de Navarra y XII Trofeo Ayuntamiento de Estella-Lizarra) fue una carrera ciclista que se disputó el sábado 2 de abril de 2016, sobre un trazado de 192 kilómetros entre Estella (Navarra) y el alto de la Basílica de Nuestra Señora del Puy.
La prueba perteneció al UCI Europe Tour 2016 de los Circuitos Continentales UCI, dentro de la categoría 1.1.
Participaron 17 equipos. El único equipo español de categoría UCI ProTeam (Movistar Team); el único de categoría Profesional Continental (Caja Rural-Seguros RGA); y los 2 de categoría Continental (Burgos-BH y Euskadi Basque Country-Murias Taldea). En cuanto a representación extranjera, estuvieron 13 equipos: los UCI ProTeam del Team Katusha, Cannondale Pro Cycling Team, Team Sky y Orica GreenEDGE; los equipos de categoría Profesional Continental del Novo Nordisk y ONE Pro Cycling; los Continentales del Massi-Kuwait Cycling Project, W52-FC Porto-Porto Canal, Radio Popular-Boavista, Rietumu-Delfin e Inteja-MMR Dominican Cycling Team; además de las selecciones juveniles de España y Rusia. Formando así un pelotón de 143 ciclistas, con entre 7 y 8 corredores cada equipo, de los que acabaron 78.
El ganador final fue Ion Izagirre y completaron el podio Sergio Luis Henao y Moreno Moser.

## Clasificación final
| \| Posición \| Ciclista \| Equipo \| Tiempo \| \| -------- \| ------------------- \| ---------------------- \| --------------- \| \| 1. \| Ion Izagirre \| Movistar \| 4 h 37 min 18 s \| \| 2. \| Sergio Luis Henao \| Sky \| m.t. \| \| 3. \| Moreno Moser \| Cannondale \| a 14 s \| \| 4. \| Giovanni Visconti \| Movistar \| a 17 s \| \| 5. \| Sergei Chernetski \| Katusha \| a 18 s \| \| 6. \| Pello Bilbao \| Caja Rural-Seguros RGA \| a 20 s \| \| 7. \| Egor Silin \| Katusha \| a 35 s \| \| 8. \| Hugh Carthy \| Caja Rural-Seguros RGA \| a 2 min 42 s \| \| 9. \| Fabricio Ferrari \| Caja Rural-Seguros RGA \| a 2 min 58 s \| \| 10. \| Federico Figueiredo \| Radio Popular-Boavista \| a 3 min 35 s \| |                     |                        |                 |
| Posición | Ciclista            | Equipo                 | Tiempo          |
| 1. | Ion Izagirre        | Movistar               | 4 h 37 min 18 s |
| 2. | Sergio Luis Henao   | Sky                    | m.t.            |
| 3. | Moreno Moser        | Cannondale             | a 14 s          |
| 4. | Giovanni Visconti   | Movistar               | a 17 s          |
| 5. | Sergei Chernetski   | Katusha                | a 18 s          |
| 6. | Pello Bilbao        | Caja Rural-Seguros RGA | a 20 s          |
| 7. | Egor Silin          | Katusha                | a 35 s          |
| 8. | Hugh Carthy         | Caja Rural-Seguros RGA | a 2 min 42 s    |
| 9. | Fabricio Ferrari    | Caja Rural-Seguros RGA | a 2 min 58 s    |
| 10. | Federico Figueiredo | Radio Popular-Boavista | a 3 min 35 s    |